# DeKalb County, Missouri
DeKalb County är ett administrativt område i delstaten Missouri, USA, med 12 892 invånare. Den administrativa huvudorten (county seat) är Maysville. 

## Geografi
Enligt United States Census Bureau så har countyt en total area på 1 103 km². 1 099 km² av den arean är land och 4 km² är vatten. 

### Angränsande countyn
- Gentry County - nord
- Daviess County - öst
- Caldwell County - sydost
- Clinton County - syd
- Buchanan County - sydväst
- Andrew County - väst